# Trường Trung học và Cao đẳng Nữ sinh Fuji
Trường Trung học và Cao đẳng Nữ sinh Fuji (藤女子中学校・高等学校 (Đằng nữ tử trung học hiệu ・cao đẳng học hiệu) Fujijoshi chūgakkō kōtō gakkō) là một trường nữ sinh ở Sapporo, Hokkaidō, Nhật Bản, bao gồm một trường trung học và một trường cao đẳng.

## Tổng quan
Được thành lập vào năm 1925 bởi một nữ tu do Đức cha Wenceslaus Kinnold, người Công giáo Giáo phận Sapporo vào thời điểm đó, Tu viện Phanxicô Thánh George the Martyr, có trụ sở tại Lingen, Đức, Trường Trung học Nữ sinh Sapporo Fuji được thành lập. Năm 1948 (năm Showa thứ 23), tên và hệ thống giáo dục hiện tại được thông qua do cải cách hệ thống giáo dục.
Ngôi trường được đặc trưng bởi một số lượng lớn các trường được chỉ định được giới thiệu cho các viện đại học Cơ đốc giáo và các trường nữ, và đặc biệt, 40 đến 50% năm học được chuyển sang Đại học Nữ sinh Fuji, là một trường kết nghĩa.
Có tổng cộng sáu trường trung học nữ sinh ở Hokkaidō, nhưng đây là trường nữ sinh duy nhất ở Hokkaidō không tuyển tất cả các trường trung học.

## Lịch sử
- 1924 - Lễ xây dựng trường
- 1925 - Được thành lập với tên gọi Trường Trung học Nữ sinh Sapporo Fuji. Hiệu trưởng đầu tiên là Johanna Salomon, một nữ tu người Đức. Johanna đột ngột qua đời vào tháng 5 cùng năm, và một nữ tu người Đức khác là Xavella Rehme trở thành hiệu trưởng.[5]
- 1941 - Một nữ tu người Nhật, Helena Kiku Makino, trở thành hiệu trưởng của trường nhờ có thành kiến với các hiệu trưởng người nước ngoài do Chiến tranh thế giới thứ hai bùng nổ.
- 1948 - Đổi tên thành "Trường trung học và cao đẳng nữ Fuji" do cải cách hệ thống giáo dục.
- 1951 - Trở thành tập đoàn trường học Fuji Gakuen.
- 1968 - Hoàn thành khu tưởng niệm 40 năm thành lập.
- 1977 - Hoàn thành nhà thi đấu kỉ niệm 50 năm thành lập.
- 1984 - Hoàn thành Nhà hội thảo Fuji Gakuen (Hanakawa, thành phố Ishikari).
- 1990 - Hoàn thành hội trường Fujinoki (Hiệp hội cựu sinh viên).
- 2000 - Ký túc xá hoàn thành.
- 2003 - Tòa nhà trường học mới và Bảo tàng Kinold hoàn thành.